# نادي سانت ميرين
نادي سانت ميرين  نادي يلعب في الدوري الاسكتلندي الممتاز. أسس عام 1877.